# Hrobárska
Hrobárska ulice je ulice v Bratislavě, v městské části Petržalka. Je pojmenována podle blízkého petržalského hřbitova .
Je součástí lokality Kolonka, kterou tvoří pozůstatky po původní zástavbě Petržalky, není zde zavedena kanalizace, ani plyn. Kolonka byla před rokem 1989 určená na asanaci.
Křižuje Nábrežní ulici, je rovnoběžná s Kubínskou ulicí a Goralskou ulicí, kolmo ústí do Kaukazské ulice.

## Galerie

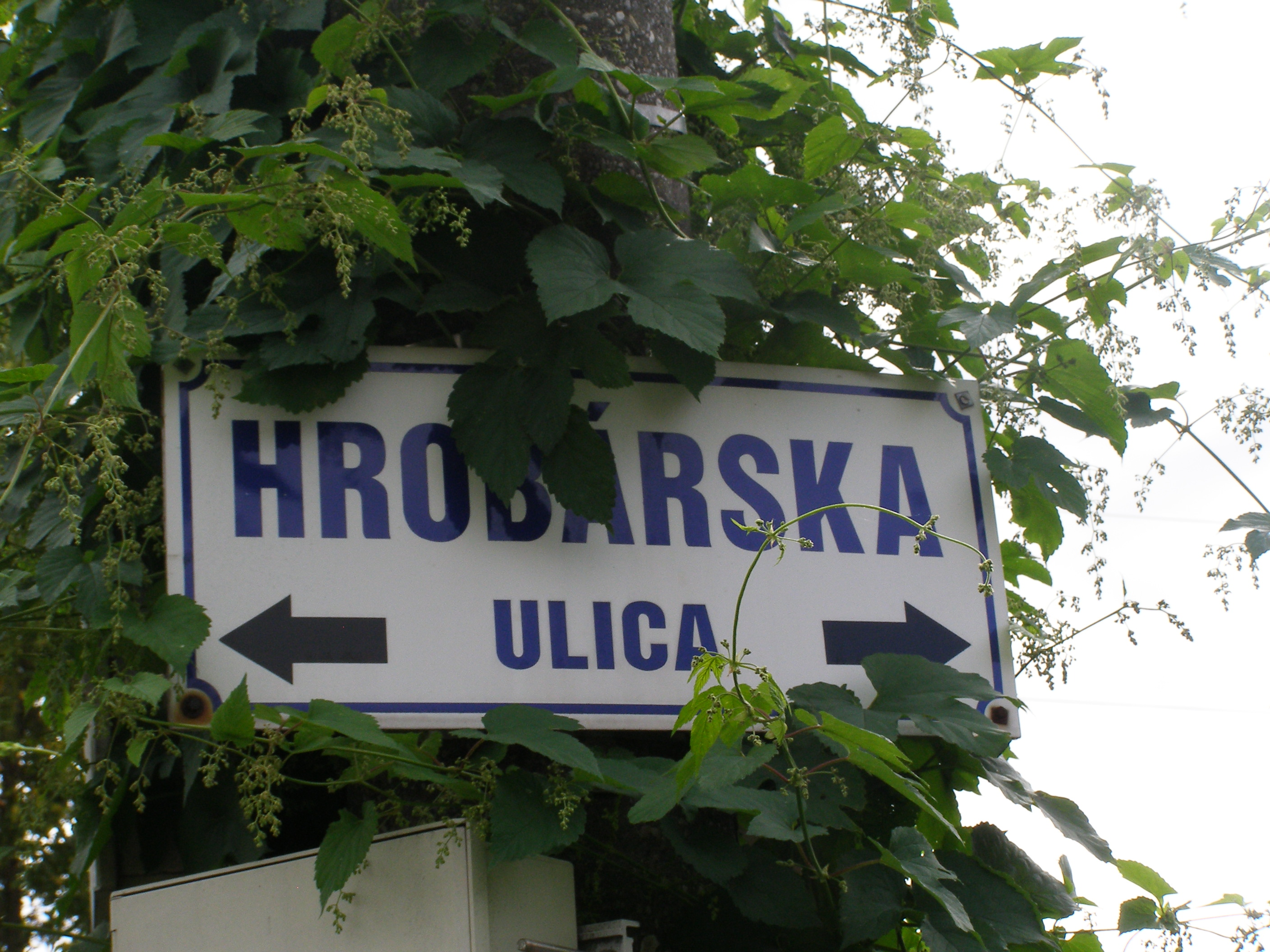
Neoficiální tabule s názvem